# 터닝메카드 W: 블랙미러의 부활
《터닝메카드 W: 블랙미러의 부활》은 2017년 1월 18일 개봉한 대한민국의 애니메이션 첫번째 작품이다.

## 줄거리
지구 최초 메카니멀인 '디스크 캐논'이 완성될 무렵 지구와 트라이포스에 이상한 기운이 감지된다. 소멸된 줄 알았던 블랙미러가 복수를 꿈꾸고 부활한 것! 시공을 넘어 현재로 온 블랙미러는 클론 메카니멀을 이용해 도시를 파괴하고, 테이머들의 사상 최악의 위기 속 최후의 배틀을 준비한다.

## 세력
- 트라이포스
  - 블루랜드
  - 레드홀
  - 블랙미러
  - 미지의 마을
- 미래 세력

## 제작진
- 제공: 조이앤시네마, (주)초이락컨텐츠팩토리 → ㈜초이락컨텐츠팩토리, (주)희원엔터테인먼트 → ㈜희원엔터테인먼트
- 공동제공: 씨네그루(주)키다리이엔티 → 씨네그루㈜키다리이엔티, (주)케이알씨지 → ㈜케이알씨지, (주)제이앤씨미디어그룹 → ㈜제이앤씨미디어그룹
- 제작: (주)희원엔터테인먼트 → ㈜희원엔터테인먼트
- 배급: 씨네그루(주)키다리이엔티 → 씨네그루㈜키다리이엔티
- 제작투자: 최광래, 최종일, 김영애
- 공동투자: 김영훈, 권미정
- 감독: 홍헌표
- 극본: ATSUSHI
- 캐릭터 디자인: 유봉현
- 스토리 보드: 홍헌표
- 연출: 김종용
- 총작화감독: 유봉현, 엄익현
- 작화감독: 김영훈, 임채길, 김다인, 정미영
- 미술감독: 봉하권
- 촬영감독: 한국주
- 3D감독: 박환수, 김석원
- 색채설계: 김선희
- 메카닉 디자인: 지태옥, 김민준
- 메카닉 3D 설계: 유완희, 최용훈
- 메카닉 원화디자인: 황희정
- 동화작감: 박수인
- 채색검사: 김경숙, 배남례
- 레이아웃/원화: 박홍근, 민경희, 한영훈, 안재호, 김도환, 김기엽, 허형준, 김영하, 김창귀, 곽진아, 김경연, 김명희, 윤선연, 신현미, 안영유, 황미영, okumura yoshiaki
- 3D모델러/라이팅: 김춘령, 이정혜, 김민철
- 3D애니메이션: 임선영, 김현섭, 한슬기, 원기연, 최인섭
- 동화: 홍준선, 조해영, 엄진희, 서은주, 서지혜, 유경식, 신광휴, 오황식, 김은주
- 스캔: 김경미
- 칼라: 조영화, 김미자, 허미애, 양미정, 강원숙, 윤정심, 김희정, 김희수
- 배경: 송기동, 신병수, 정혜진, 이은지
- 촬영: 홍석찬, 박창우, 이광희, 최영하, 박소담
- 오프라인 편집: 남종현
- 총괄프로듀서: 최종일
- 프로듀서: 김선태, 이남훈, 심혜원
- 제작데스크: 김학기
- 제작진행: 김창우, 진현진
- 코디네이터: 김혜영, 김충모, 김영미
- 애니메이션 제작 협력: 파프리카엔터테인먼트, KAGEYAMA YASUO

### 〈마케팅〉
- 마케팅책임: 윤수비
- 마케팅진행: 백미영, 남서윤, 정민주
- 마케팅지원: 강보경, 최연수
- 홍보 마케팅 대행: 최원영, 김도희, 박소연(이노기획)
- 온라인 마케팅 대행: 인혜영, 김혜림, 황윤경, 전다은, 서범석, 지유나, 이아름, 김아영, 양서연(지앤이㈜제스타드)
- 포스터디자인: 디자인 예술
- 예고편제작: 서병환
- 인쇄: ㈜대경토탈

### 〈배급〉
- 배급총괄: 주윤호
- 배급책임: 어정연, 김정민, 신현철
- 판권총괄: 김보경
- 판권책임: 어승환, 조항수, 김진영
- 경영지원총괄: 이병국
- 경영지원책임: 김동률, 박대수, 김기하, 정희준, 김슬기

### 〈우리말 제작〉
- 노래 제목 - Fly high(높이날아)
  - 음악 감독: 김정아, 작사: 김나영, 작곡: 유태진
  - 녹음·믹싱: 엄찬용, 마스터링: 채승균
- 더빙: 김학래
- BGM: 김정아, 김태진, 박진현, 유태진(5J-Tunes)
- 효과 디자인 총감독: 김세광
- 효과 디자인: 슐츠파린, 최옥순, 박지혜, 김학래, 이학준
- 5.1서라운드 믹싱: 김세광
- 영상편집: 고재식, 정회범
- DCP 제작: 고재식
- 더빙 대본: 정은
- 더빙 연출: 유선주
- 포스트 프로듀서: 조일오
- 우리말 제작: ㈜CICMEDIA

### 〈기획〉
- 기획 제작: JOY N CINEMA, CHOIROCK CONTENTS FACTORY, HEEWON
- © 2017 MECARD THEATRICAL PRODUCTION COMMITTEE